# Берк (Айдахо)
Берк (англ. Burke) — город-призрак в округе Шошоне, штат Айдахо, США. Основан в 1887 году. Когда-то процветающий город, занимавшийся добычей серебра, свинца и цинка, в середине XX века после закрытия нескольких шахт пережил значительный упадок.
В первые годы своего существования Берк был местом расположения серебряного рудника Геркулес, владельцы которого были участниками трудовой конфронтации в Кёр-д'Ален в 1899 году. Шахты «Хекла» и «Стар» работали в то время в Берке, и город стал значимым местом во время забастовки рабочих Кёр-д'Ален в 1892 году. Местоположение Берка в узком пространстве каньона Берк привело к появлению уникальных архитектурных особенностей, таких как отель, построенный над железной дорогой и ручьём Каньон-Крик, при этом железнодорожные пути проходят через часть вестибюля отеля.
После нескольких стихийных бедствий и лет упадка в середине XX века добыча полезных ископаемых в Берке окончательно прекратилась в 1991 году с закрытием шахты Стар. В 2002 году в каньоне Берк или поблизости от него проживало около 300 человек, хотя в самом Берке жителей не было.
Берк расположен примерно в 7 милях к северо-востоку от Уоллиса на высоте 3700 футов над уровнем моря. До него можно добраться из Уоллиса по дороге Берк — Каньон-Крик (государственное шоссе 4). Город расположен примерно в 100 милях к югу от канадской провинции Британская Колумбия и примерно в 5 милях к западу от границы со штатом Монтана.

## История

### Основание и трудовые войны
В 1884 году шахтёры обнаружили в каньоне Берк богатые залежи свинца и серебра .  Первая шахта в Берке, Тайгер, была открыта в мае 1884 года.  В том же году шахта «Тигр» была продана судну Глидден за 35 000 долларов. 

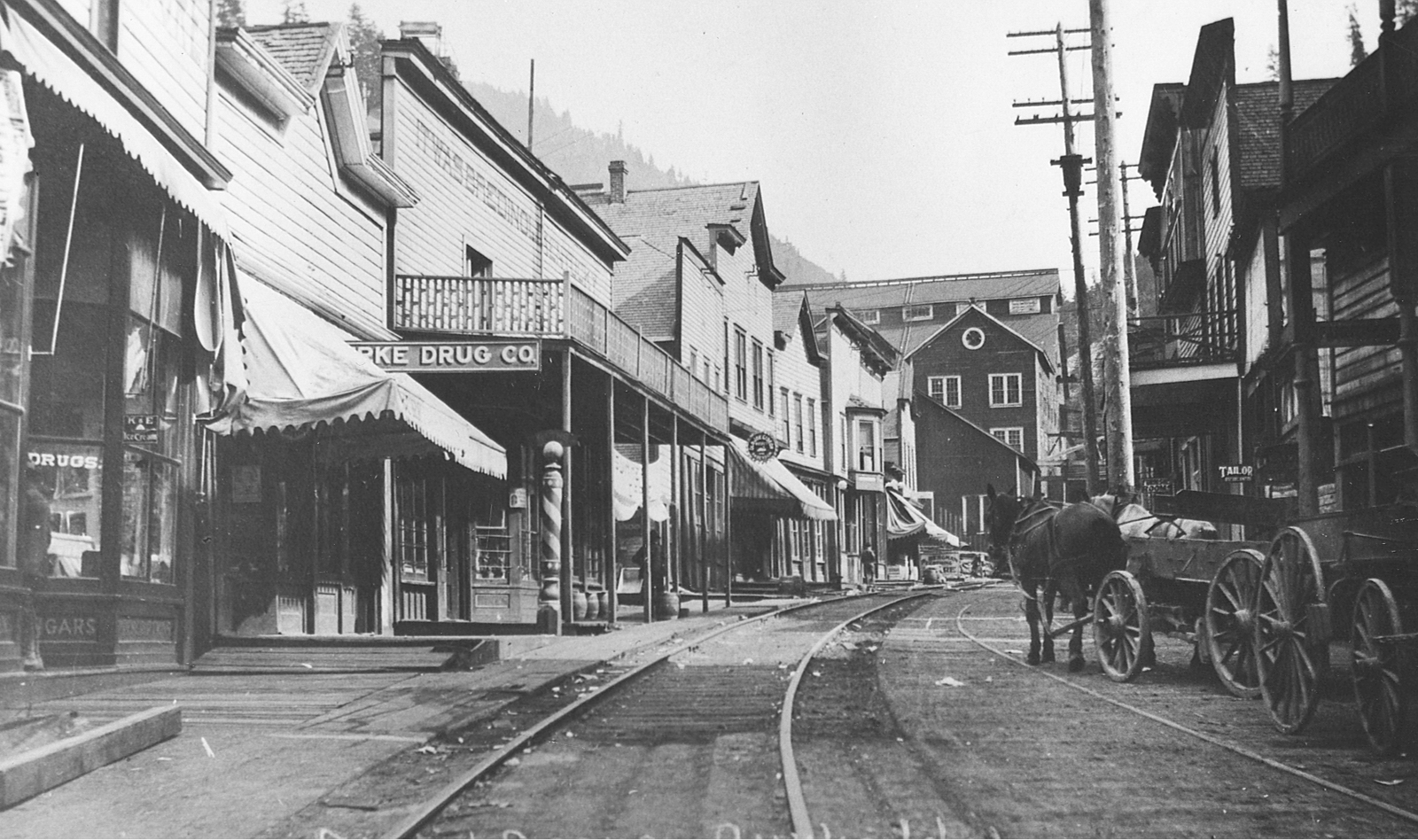
Берк, ок. 1891 года, на фото изображён железнодорожный путь, проходящий по улице города.

К концу 1885 года на руднике Тайгер было добыто более 3000 тонн руды.  Большой объём руды, добываемой в горах, побудил Глидден начать строительство железной дороги от рудника до Уоллиса .  6 июля 1887 года Глидден основал узкоколейную железную дорогу Каньон-Крик,  которая действовала от Уоллиса до шахты Тайгер.  Дополнительными инвесторами железной дороги стали Гарри М. Глидден, Фрэнк Р. Калбертсон, Александр Х. Тарбет и Чарльз У. О'Нил. 
К сентябрю 1887 года железная дорога было задействована мало; накопления добытой руды в этом районе достигли более 45 тонн, вынуждая Глидден продать линию Д. К. Корбину.  Под руководством Корбина к ноябрю 1887 года были проложены 4,8 км путей и именно тогда был официально основан город Берк.  Железная дорога была завершена в декабре 1887 года, а первая отгрузка руды в Уоллис состоялась 12 декабря.  В 1888 году город обслуживали поезда Northern Pacific Railroad и Oregon Railroad and Navigation Company . 
Учитывая его расположение в узком каньоне, Берк был вынужден делить свои границы с железнодорожной веткой Northern Pacific, в результате чего железная дорога заняла улицу, проходящую через город.   По данным некоторых источников (например, Northwest Center for Public Health Practice), ограниченное пространство вынуждало предприятия на западной стороне железной дороги убирать свои навесы, когда проходили поезда.  Однако, по словам жителя города Билла Данфи, это было преувеличением: «Она была узкой», — вспоминает он. «Они всегда говорили, что когда поезд проходит через Берк, нужно поднять навесы, чтобы поезд проехал, что было неправдой. Но это хорошая история». 
4 февраля 1890 года первая из нескольких лавин в истории Берка нанесла серьёзный ущерб жилым домам и предприятиям города и унесла жизни трёх человек.  В 1891 году начала нарастатьнапряжённость между шахтёрами и горнодобывающими компаниями.  В 1892 году шахтёры в округе Шошоне устроили забастовку против сокращения заработной платы.  В двух крупных шахтах в каньоне Берк — Джем и Фриско,  в 1,6 к югу от Берка, во время забастовки работали замещающие рабочие.  Несколько человек погибли в перестрелке, спровоцированной разоблачением шпиона компании Чарльза А. Сиринго .  Утром 11 июля 1892 года перестрелка на близлежащей фабрике Фриско привела к возгоранию ящика с динамитом, в результате чего на фабрике произошёл взрыв , приведший к гибели шести человек. Губернатор Айдахо Фрэнк Стеуненберг объявил военное положение и направил армию США и Национальную гвардию в каньон для поддержания порядка. 

### Развитие и дальнейшие беспорядки

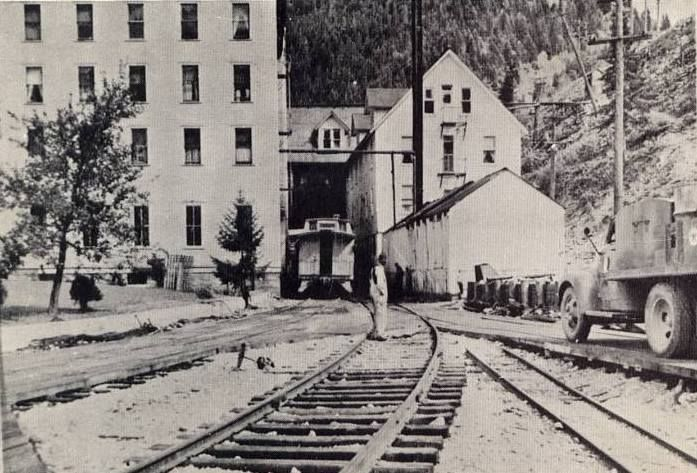
Отель Тайгер на 150 номеров, через главный вестибюль которого проходит железная дорога.

Берк продолжил развитие, построив отель Тайгер на 150 номеров, изначально построенный в 1896 году как общежитие для шахтёров; отель получил свое название от шахты Тайгер.   Вскоре после открытия в 1896 году отель серьёзно пострадал от пожара, в результате которого погибли три человека.  Последующее расширение железной дороги в 1906 году вынудило отель к этому приспособиться.  Отель, расположенный между главной улицей и Каньон-Крик, был переделан таким образом, чтобы железная дорога проходила через его вестибюль.   Над железной дорогой был построен закрытый переход, чтобы гости отеля могли перемещаться между двумя половинами отеля, не беспокоясь о поезде или погоде.   
Около 1896 года лидер социалистов Юджин В. Дебс стал известен на Тихоокеанском Северо-Западе и выступил перед шахтерами в Берке в начале 1897 года.  Два года спустя, в 1899 году, беспорядки вспыхнули вновь . В ответ на увольнение семнадцати человек из компании Bunker Hill за вступление в профсоюз шахтёры взорвали завод Bunker Hill & Sullivan . Снова погибли люди и вмешалась армия.  В то время как рудник Гекла продолжал процветать, в феврале 1910 года город подвергся новым разрушениям, когда на него обрушилась ещё одна лавина, в результате чего погибло двадцать жителей.  Шесть месяцев спустя Великий пожар 1910 года нанёс ещё больший ущерб каньону Берк. 
В 1913 году город пострадал от сильного наводнения, при этом вода, хлынувшая вниз по оврагу, обрушилась на отель Тайгер, засыпав его осадками и мусором.  Городу был нанесён ещё один ущерб 23 июля 1923 года, когда вспыхнул пожар, причинивший значительный ущерб многим зданиям в городе.  Наиболее сильно от пожара пострадал отель «Tiger», который в 1940-х годах становился всё более убыточным и был снесён в 1954 году.   

### Упадок и отток населения
К середине XX века добыча полезных ископаемых в Берке замедлилась после закрытия нескольких шахт.  Последняя шахта в Берке закрылась в 1991 году.  По данным переписи населения США, в 1990 году в Берке проживали всего пятнадцать человек. 
По состоянию на 2012 год компания Hecla Mining Company изучала возможность разработки дополнительных месторождений ресурсов на шахте Star. По состоянию на 31 декабря 2012 года компания Hecla инвестировала 7 миллионов долларов в реабилитацию и разведку, а опубликованные оценки указывают на возможность извлечения более 25 миллионов унций (11,3 миллиона кг) серебра на этом участке, а также на наличие значительных залежей цинка и свинца. 

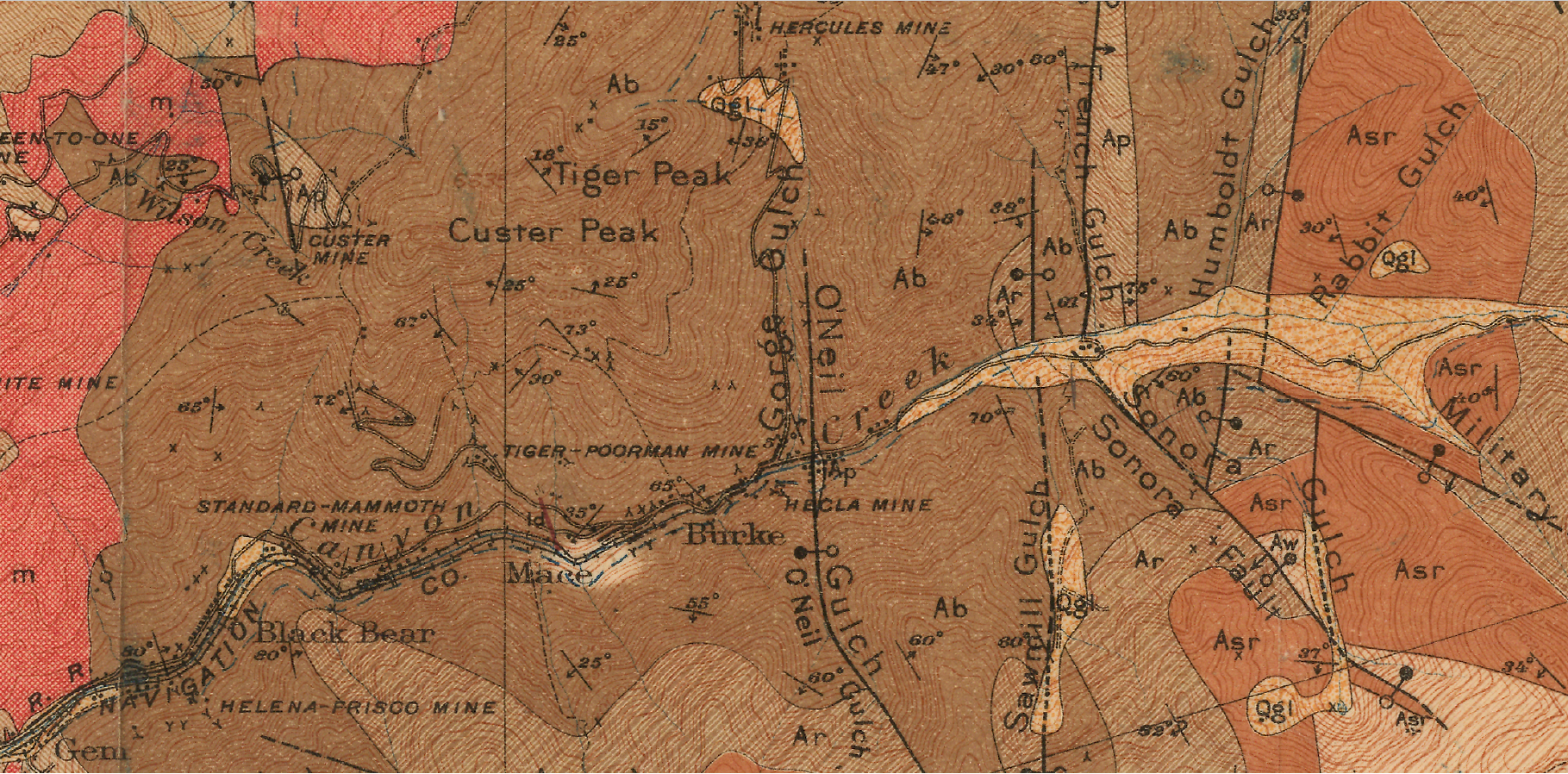
Геологическая карта Берка 1907 года, на которой отмечены рудники Helena-Frisco, Standard-Mammoth, Tiger-Poorman, Hecla и Hercules.